# Pražský výběr
Pražský výběr je česká rocková skupina založená v roce 1976 klávesistou a zpěvákem Michaelem Kocábem. Ve druhé půli 70. let se orientovala na tehdy populární jazz rock. Počátkem 80. let přistoupila k celkové změně stylu; tehdy působila jako jedna z nejvýznamnějších českých novovlných skupin. V rozmezí let 1983 a 1986 byl Pražský výběr režimem zakázán; ke koncertování a vydávání alb se mohl vrátit až ve druhé polovině 80. Po roce 1989 vystupovala skupina spíše sporadicky, větší množství koncertů znovu pořádala až po roce 2000. Kvůli neshodám mezi dvěma hlavními postavami, Michaelem Kocábem a kytaristou Michalem Pavlíčkem, se skupina roku 2006 rozpadla. V říjnu 2006 založil Kocáb novou skupinu nazvanou Pražský výběr II, která koncertovala do roku 2009. Roku 2012 byl oznámen reunion Pražského výběru.

## Historie

### První období (1976–1983)
Pražský výběr se stal asi nejoblíbenějším, po stránce instrumentálních schopností jednoznačně nejvybavenějším a zároveň i nejdiskutovanějším souborem české nové vlny. Citujme knihu Excentrici v přízemí:
Odvaz, sranda, recese, crazy humor, ironie a nadsázka. To jsou patrony, jimiž začala česká nová vlna nabíjet svůj výrazový materiál jako mladá hudba pro toto desetiletí. To jsou také tvůrčí principy, s nimiž po roce 1980 vtrhl na scénu obnovený Pražský výběr, aby je vyhrotil do excentrické podoby, aby je vysvářel a ofrézoval do sevřených jednolitých písničkových tvarů. Pražský výběr přišel s původní rockovou písničkou, která nezapře českou hudebnost a mentalitu, schopnost reagovat na běh života smíchem a komentovat jej v tradici českého humoru a dryáčnického kramářského divadelnictví. Profesionální provedení bylo navíc předpokladem dokonalého a bezchybného výkonu, jenž dával návštěvníkům koncertu pocit, že něco takového se u nás na veřejných pódiích ještě neobjevilo.
Pražský výběr (pod vedením Michala Kocába) vznikl jako odnož Pražského Big Bandu v polovině 70. let a od svého začátku hrál čistý jazz rock, přičemž jeho snahy vyvrcholily v roce 1978, kdy vyšlo album „Žízeň“. Poté došlo k zmrazení aktivit a přerušení činnosti skupiny; tehdy se na scéně objevil již proslulý kytarista Michal Pavlíček (ex-Bohemia):
| „ | V létě 1980 jsem se byl podívat v Anglii na festival v Readingu a tam mě ten rock svou přímočarostí a nasazením znova oslovil. Vrátil jsem se a sháněl někoho s kým bych si rock zase zahrál. | “ |

Jistotu měl zatím jedinou – svého kamaráda a bubeníka z Expanze Jiřího „Chomáče“ Hrubeše. Na jedné akci v Redutě Pavlíček oslovil Michala Kocába, který si ovšem myslel, že chystaný projekt bude opět jazz rockový, nicméně kytarista, který si mezitím obstaral nahrávky nových mladých kapel z Anglie, navrhl, že se pustí do rockového stylu, jenž se na Západě nazývá „nová vlna“. A protože Pavlíčkova Expanze se rozpadla, zatímco Kocábův Pražský výběr, i když se nacházel ve stádiu zimního spánku, požíval statusu stále existující kapely, bylo o názvu souboru rozhodnuto; dalšími členy se stali Kocábův dlouholetý spoluhráč, i vlastně ještě z první sestavy Pražského výběru (album Žízeň) Ondřej Soukup (bg), a zpěvák a bongista Jiří Tomek.
Nastalo období kloubení dvou skladatelských rukopisů – Pavlíčkova rockového a Kocábova jazz-rockového – dohromady. Nicméně repertoár vznikl velmi rychle (Kocáb v rozhovoru pro seriál Bigbít přiznal, že si ani nepamatuje, jak a kdy písničky psali) a k dotvrzení toho, že se kapela přihlašuje k novému rockovému proudu, bylo třeba obohatit sound i těmi „novovlnnými“ prvky. Takže se hudebníci začali oblékat do bizarních ne-rockových šatů a oděvů, používali masky, paruky a další podivné serepetičky (neobvyklé tvary brýlí, netradiční úpravy vlasů atd.).
| „                 | Nikdy jsme si neříkali, že si vytvoříme záměrně nějakou vnější image. Bylo to naprosto přirozený, každej se prezentoval sám za sebe, nemělo to žádnou choreografii. | “ |
| — Michal Pavlíček | |   |

V prvním období byl hudební styl hodně ovlivněn britskou jazz-rockovou kapelou Gentle Giant a tento styl charakterizoval zejména první LP Straka v hrsti. Pražský výběr ale tento styl v následujících albech opustil a přiklonil se k více populárnímu zvuku. Přesto tento zvuk byl velmi novátorský. Skupina přišla, jak stojí psáno v Encyklopedii jazzu a moderní populární hudby (zkráceno):
… s agresivním rockem, vypůjčila si některé vokální inspirace z příbuzného punk rocku (výraz, popření ‚nezbytné‘ melodiky zpěvu, recitace), ovšem oproti punkovému apriorně zdůrazňovanému primitivismu vytvořila složitou hudební strukturu, jež využívá široké palety stylů a univerzálních tvůrčích schopností hráčů. Jazzová minulost většiny z nich vylučovala příklon ke střednímu proudu pop music, ale zároveň též negovala komplikované formy rocku 70. let (např. art rock). Nepřeberné množství melodických, harmonických i aranžérských nápadů skupina rámovala nezbytným čtyřdobým taktem: neúprosně pulsující tvrdá rytmika s nevšedními nosnými basovými figurami žene před sebou Kocábovy kratičké syntezátorové motivy, které se objevují a vzápětí ztrácejí, a Pavlíčkovy znamenité kytarové riffy.
V roce 1981 odešel do doprovodného orchestru Karla Gotta baskytarista Ondřej Soukup; skupina to komentovala ve skladbě „S.O.S.“ („…prachy, jenom prachy nečekají, jen po nich sáhneš a už tě mají…“); v této písni se navíc nechal slyšet samotný Soukup a sice fingovaným zvednutím telefonu (,,Haló, Soukup… Haló…?). Více než zdařilou náhradou za Soukupa se však stal Vilém Čok, baskytarista a zpěvák Zikkuratu. Čok nejprve do Pražského výběru nechtěl („moc jsem je neznal, a když jsem je někde slyšel, moc se mi to nelíbilo“), ale nakonec na nabídku kývl, velký vliv na to měly neshody v Zikkuratu. A jelikož záhy odpadl „whisky man“ Jiří Tomek (na koncertech se objevoval jako host-tanečník v jedné skladbě), ustálila se sestava Pražského výběru v té nejslavnější podobě, tak jak byla vídána na českých pódiích v letech 1981–3: Michael Kocáb (voc, ks), Michal Pavlíček (lg, voc), Hrubeš (ds) a Vilém Čok (bg, voc).
Ad texty: Skupina se nechtěně proslavila tzv. „svahilštinou“, což bylo její vlastní pojmenování pro vcelku běžnou praxi – zvukomalebné texty, jejichž rádoby anglická slova nedávala žádný význam. V šedesátých letech se tomu v českých zemích říkalo „zpívat telefonní seznam“; coby užitečná pomůcka se tato metoda objevila zřejmě v okamžiku, kdy beatový skladatel použil simulovanou angličtinu jako podklad a vodítko pro české otextování písničky. Pražský výběr to dotáhl ještě dál – prostě se svahilštinou obrážel všechny koncerty.
| „              | Nebylo to v tom, že jsme chtěli zpívat ‚svahilštinou‘. Prostě jsme nestačili udělat texty. Nestihli jsme to. Psát jsme je neuměli a dlouho jsme hledali někoho, kdo by nám ty písničky otextoval. Nakonec se trefil František Ringo Čech. To byly dobrý texty, takový připitomělý, ale vždycky nesly nějaký poselství, těžko pochopitelný pro nás, ale hlavně pro komouše. Což se jim samozřejmě nelíbilo. ‚Zubatá‘ – koho prej se to týká. Ta se týká všech. | “ |
| — Michal Kocáb | |   |

Roku 1982 natočil režisér Juraj Herz ve spolupráci s kapelou Pražský výběr film Straka v hrsti, který okamžitě skončil v trezoru.
| „                 | Po tomhle filmu si nás začali fízlové všímat naplno. V komparsu se objevili lidi, který podepsali Chartu 77, a StB začala ten film mapovat. Kdo se na něm podílel a o co tu vlastně jde. | “ |
| — Michal Pavlíček | |   |

Pražský výběr byl v té době nejpopulárnější českou rockovou kapelou, která navíc měla protirežimní konotaci. 
Skupina měla v roce 1982 natočené album Straka v hrsti, zdařilou kolekci vlastních písní, které si rockový lid zpíval už během neustále vyprodaných koncertů. Deska samozřejmě v onom roce nevyšla (to až o šest let později), ale byla rychle šířena nahráváním z pásku na pásek po celé republice. Jenže to už se nad Pražským výběrem vznášel Damoklův meč zákazu; jen se čekalo na nějakou záminku. Tou se staly koncerty v Hradci Králové v lednu 1983, na kterých skupina „prodávala neoficiální plakáty, čímž se nezákonně finančně obohacovala“, „uvedla načerno jako předskokana kapelu Trifidi“ a „a hrála místo tří koncertů čtyři“, což „nebylo uvedeno ve smlouvě s PKS“. Tyto argumenty nejprve zazněly v krajském bolševickém listu Pochodeň, o měsíc později se objevily i v článcích v Tribuně a Rudém Právu a zahájily tak brojení úřadů proti české nové vlně.
Rok 1983 byl závěrečným rokem skupiny Pražský výběr; o rok později o souboru natočil dokument „Nesmírná únava materiálu“ režisér Michal Herz a v roce 1985 emigroval bubeník Jiří Hrubeš.

V knize Excentrici v přízemí  je vidět, jak o Pražském výběru referovala prorežimní literatura:
České poměry jsou velice svérázné. V očích institucí, ovlivněných nepřiměřeným skandalizováním koncertu v Hradci Králové, byl Pražský výběr pakulturní soubor šířící brak, zatímco podle názorů některých zarytých novovlňáků šlo o podvodníky a státem placené rockery, kteří jenom využili módní vlny k vlastním egoistickým kalkulacím.
Hudební publicista Ondřej Konrád dnes tvrdí:
| „ | Pražský výběr byl mimořádná záležitost, na kterou se lze dívat ze dvou pohledů: za prvé, že to byla trochu vypočítavost od lidí, kteří jsou muzikantsky hodně zdatní a protřelí a využili nějakého výbuchu té scény, zmocnili se mnoha jejích prostředků a svými znalostmi a schopnostmi to udělali mnohem dokonaleji. Ale nepovažoval bych Pražský výběr za podvodníky, to rozhodně ne. Mám spíš za to, že to u nich vzniklo spontánně. Nemyslím si, že by jim šlo o nějaký laciný úspěch, který ovšem měli. A obrovský. | “ |

### Obnovená skupina (od 1986)
Skupina Pražský výběr se po třech letech vynuceného zákazu dala dohromady až v roce 1986 pod názvem Výběr.
Čeští fanoušci je během roku 2004 mohli vidět na více než 32 převážně vyprodaných koncertech a šesti festivalech. Opakovaně se kapela objevila na Trutnoff Open Air Festivalu, naposledy v roce 2023, kdy mezi posluchači v hledišti byl i prezident ČR Petr Pavel .
V dubnu 2012 ohlásila skupina reunion a odehrála na podzim téhož roku pět koncertů. Na turné vyjela se dvěma bubeníky v sestavě Kocáb, Pavlíček, Čok, Hrubeš, Kryšpín. Koncertní turné zhlédlo v součtu 100 000 fanoušků. Z karlovarského koncertu v následujícím roce natočila Česká televize záznam. V roce 2016 byl Michal Pavlíček oceněn cenou Anděl – uvedení do síně slávy. V prosinci téhož roku skupina odehrála, dle svých slov, největší koncert ve své historii; vystoupili v pražské O2 aréně za doprovodu Českého národního symfonického orchestru; jako hosté přišli Ondřej Soukup, Iva Pazderková i Vojtěch Dyk. Tento koncert uváděla skupina jako poslední, i když poté ještě párkrát vystoupila.
4. července 2018 skupina účinkovala jako předkapela The Rolling Stones, kteří vystoupili krátce před devátou hodinou večerní v Praze na letišti v Letňanech. Skupina rozehřála publikum skladbou „Hrabě X“ a své vystoupení zakončila „Snaživcem“; hostem Výběru byla Iva Pazderková. Kocáb se nechal slyšet:
| „ | Je to pro nás velká čest a také vyvrcholení naší dráhy. | “ |

A Pavlíček dodal:
| „ | Kvůli Rolling Stones jsem začal hrát na kytaru. | “ |

## Současnost
3. května 2022 na Febiofestu kapela, spolu s jeho tvůrci, představila film Symphony Bizarre [ˈsɪmfəni bɪˈzɑː(r)], označovaný jako audiovizuální projekt, spojující hudbu s určitým obdobím kapely; frontman Kocáb mluvil o labutí písni skupiny a jde o záznam koncertu ze 7. prosince 2016 v O2 areně.
| „              | Symphony Bizarre není klasický dokument a není to ani záznam koncertu. Postaral jsem se o obrazovou složku a hudební editaci, zvukový mistr Michal Pekárek to skvěle zmixoval do 7.1 a můj syn Miki vytvořil zvukové efekty. Vyrobili jsme jakýsi novotvar; koncertní film, audiovizuální počin, kde není místo pro oddech. | “ |
| — Michal Kocáb | |   |

Premiéra byla 12. května 2022.

## Sestava
Pražský výběr (1981–2006; 2012–dosud)
- Michael Kocáb
- Michal Pavlíček
- Vilém Čok
- Jiří Hrubeš
- Klaudius Kryšpín

Pražský výběr II (2006–2009)
- Michael Kocáb
- Klaudius Kryšpín
- Glenn Proudfoot
- Richard Scheufler
- Zlata Kinská

## Diskografie

### Studiová alba
Pražský výběr
- Žízeň (1978)
- Výběr (1987)
- Pražský výběr (1988)
- Běr (1997)

Pražský výběr II
- Vymlácený rockový palice (2007)

### Koncertní alba
- Adieu C.A. (1992)
- Beatová síň slávy (2005; kompilace + živé album)

### Kompilace
- Komplet (1995)
- Tango Ropotámo (1998)
- Habaděj (1999)
- Beatová síň slávy (2005; kompilace + živé album)

### Singly
- „Vyznání“ / „Ondřej“ (1977)
- „Komu se nelení – tomu se ženění“ / „Já se mám, že je Olda přítel můj“ (1982)

### Další tvorba
- píseň „Pražákum, těm je tu hej“ (SP 1984) F. R. Čecha nahrál Pražský výběr pod pseudonymem Elektrovox
- Hledám dům holubí (EP soundtrack 1985) – název Pražský výběr není zmíněn, uvedeni jsou pouze samostatně Michael Kocáb, Michal Pavlíček a Vilém Čok